# Adetus albovittatus
Adetus albovittatus es una especie de escarabajo del género Adetus, familia Cerambycidae. Fue descrita científicamente por Breuning en 1966.
Habita en Perú. Los machos y las hembras miden aproximadamente 9 mm.